# Айтила
Айтила (на старогръцки: Αἴθιλλα или Αἴθυλλα) е героиня от древногръцката митология, дъщеря на Лаомедонт, втория цар на Троя. Тя е сестра на Приам, Титон, Хесиона и на Антигона.
След падането на Троя, Айтила е заложница на Протезилай и той я взима със себе си заедно с другите пленници по обратния път към дома си. Акостират за прясна вода и, докато Протезилай е на сушата, Айтила успява да убеди другите пленници да подпалят кораба. Поради тази причина Протезилай и всички останали са принудени да останат и там основават град Скионе.
Според други източници действието се развива на територията на Италия. В памет на събитието близката река получава Наветос (горящи кораби), докато Айтила, Астиохия и Медесикасте получават прякора Навпрестиди (изгарящи корабите).
В някои източници троянска пленничка на име Сетея убеждава останалите затворници да подпалят корабите. Заради тази си постъпка тя е разпъната на кръст от гърците, но на нейно име са кръстени град и скала на мястото на случката, недалеко от Сибарис.
В „Енеида“ на Вергилий по време на престоя на Еней и спътниците му в Сицилия, някои от жените, сред които Берое, жената на Дорикъл, и Пирго, гледаката на Приам, подпалват корабите им, за да накарат Еней да се установи там и да не продължава пътешествието си. Макар огънят да е бързо потушен, няколко кораба са разрушени и затова някои от хората на Еней решават да останат в Сицилия, където основават град Акеста (Сегеста).
Според Страбон сицилианската река Неетус е наречена така, защото някои от ахейците, отклонили се от троянската флота, акостират близо но нея и навлизат във вътрешността на страната. Троянските жени, пътуващи с тях, уморени от пътуването и забелязали плодородието на земята, подпалват корабите, за да накарат мъжете да останат там.